# 217. strelska divizija (ZSSR)
217. strelska divizija (izvirno rusko 217. стрелковая дивизия; kratica 217. SD) je bila strelska divizija Rdeče armade v času druge svetovne vojne.

## Zgodovina
Divizija je bila ustanovljena junija 1941 v Voronežu, bila uničena v Brjansku in bila ponovno ustanovljena oktobra 1941 v Pavlogradu.